# Claude Monet - Georges Clemenceau : une histoire, deux caractères
Claude Monet - Georges Clemenceau : une histoire, deux caractères est un ouvrage d'Alexandre Duval-Stalla, publié aux éditions Gallimard en 2010. Ce livre a reçu les prix du Nouveau Cercle de l'Union en 2010 et Pierre-Lafue en 2011.
L'ouvrage a été réédité en édition poche (Folio) en 2013.

## Résumé
Il s'agit d'une biographie croisée de l'amitié durable et fraternelle qui n'avait jamais été décrite en détail entre Claude Monet et Georges Clemenceau : depuis leur enfance jusqu'à la mort de Monet en passant par l'installation de la série des Nymphéas dans l'Orangerie du jardin des Tuileries ,,. L'ouvrage décrit comment l’intuition artistique de Monet et l’impulsion de Georges Clemenceau leur permirent respectivement de réaliser et d'exposer la série monumentale des Nymphéas du jardin d'influence japonaise de Giverny à L'Orangerie, un site conçu pour l’exposition d'œuvres de grandes tailles que l'artiste voulait léguer à la France au sortir de la Première Guerre mondiale. Monet souhaitait ainsi apporter la paix et de la campagne aux Parisiens blessés. Il leur offrit vingt-deux panneaux formant les Nymphéas de L'Orangerie.
Lors des obsèques du peintre, Clemenceau dans un geste élégant enleva le drap funéraire recouvrant le cercueil de son ami, s'écriant : « Non ! Pas de noir pour Monet », lui substituant une « cretonne ancienne aux couleurs des pervenches, des myosotis et des hortensias », puis suivant le convoi vers le cimetière de l’église Sainte-Radegonde de Giverny, il s'écroule en pleurs.
Le 17 mai 1927, six mois après la mort de Claude Monet, fut inaugurée l'exposition des Nymphéas, installées à l'Orangerie que Clemenceau vint admirer la veille, telle qu'il l'avait envisagée quarante ans plus tôt. S'y rendant à nouveau en juin 1928, il est déçu de constater que l'administration ne se soucie guère de faire connaître ce don exceptionnel.

## Accueil critique
Dans son compte rendu de lecture Jérôme Garcin note qu'Alexandre Duval-Stall décrit la vie de Monet et Clemenceau « comme on raconterait la vie d'un vieux couple qui s'aima, se compléta, s'estima, se chamailla mais ne divorça jamais, et qu'unissait une certaine idée de la France : « Celle de la République et celle de l'impressionnisme. Liberté de créer, liberté de vivre. » Elle paraît si loin, aujourd'hui. ».
Pour Giorgio Podestà, ce que nous révèlent cette biographie croisée et les lettres échangées, « c’est une complicité profonde. L’homme politique écrit sur l’artiste dans la Justice ou un autre des journaux dont il a eu la charge, et il a des phrases d’une justesse rare, digne d’un connaisseur de haut vol. Il a porté à bras-le-corps le projet des Décorations de Monet, c’est-à-dire du cycle des Nymphéas qui a fini par être installé à l’Orangerie, malgré les atermoiements du peintre et les difficultés de toutes sortes. Cette biographie croisée est passionnante et les relations épistolaires qu’ils ont eues sont d’une rare richesse. ».